# 骨瘤
骨瘤（osteoma）是由骨性组织形成的结缔组织瘤，属于良性肿瘤；通常在另一块骨头上生长的一块新骨头，尤见于头骨。
当骨瘤在另一块骨上生长时，称为同源骨瘤（homoplastic osteoma）；当它在其他组织上生长时，称为异源骨瘤（heteroplastic osteoma），多见于颅骨外板和鼻窦。骨瘤的病因尚不确定，但普遍接受的理论提出了胚胎性，创伤性或感染性病因。
加德纳综合征患者头骨也常见骨瘤，较大的颅面骨瘤可能会因鼻额管阻塞而引起面部疼痛，头痛和感染，通常，颅面骨瘤通过眼部症状和体征（例如眼球突出）表现出来。

## 变型
- 皮肤骨瘤（osteoma cutis），但是目前尚无法检测是否有关联以及确定何时会发生这种情况。
- 骨样骨瘤（osteoid osteoma）
- 纤维骨瘤（fibro-osteoma）
- 软骨骨瘤（chondro-osteoma）

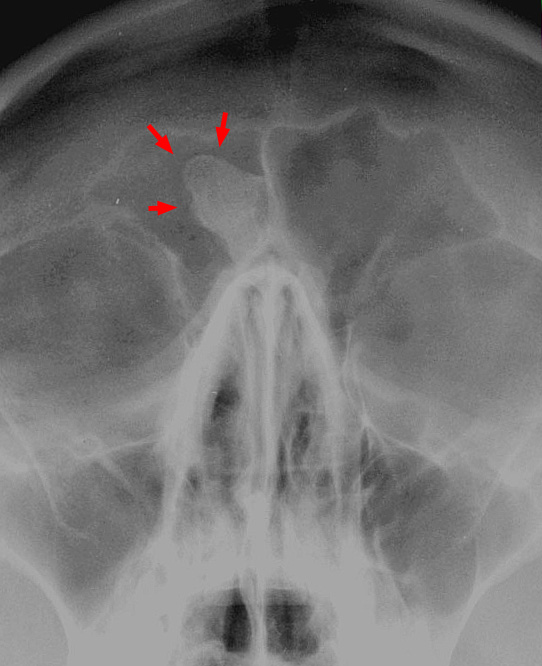
X线片可见的额窦骨瘤
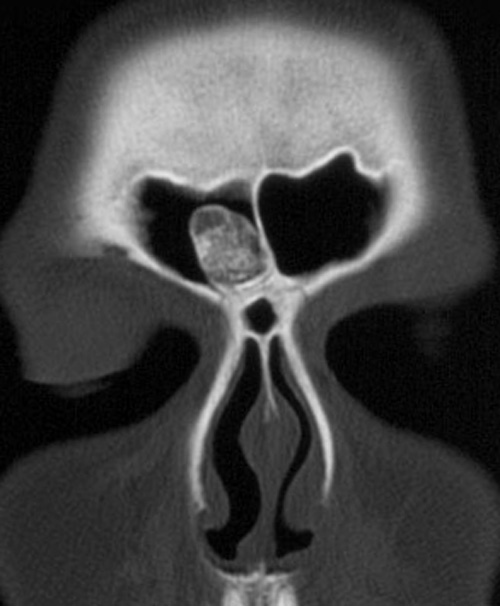
CT检查额窦骨瘤
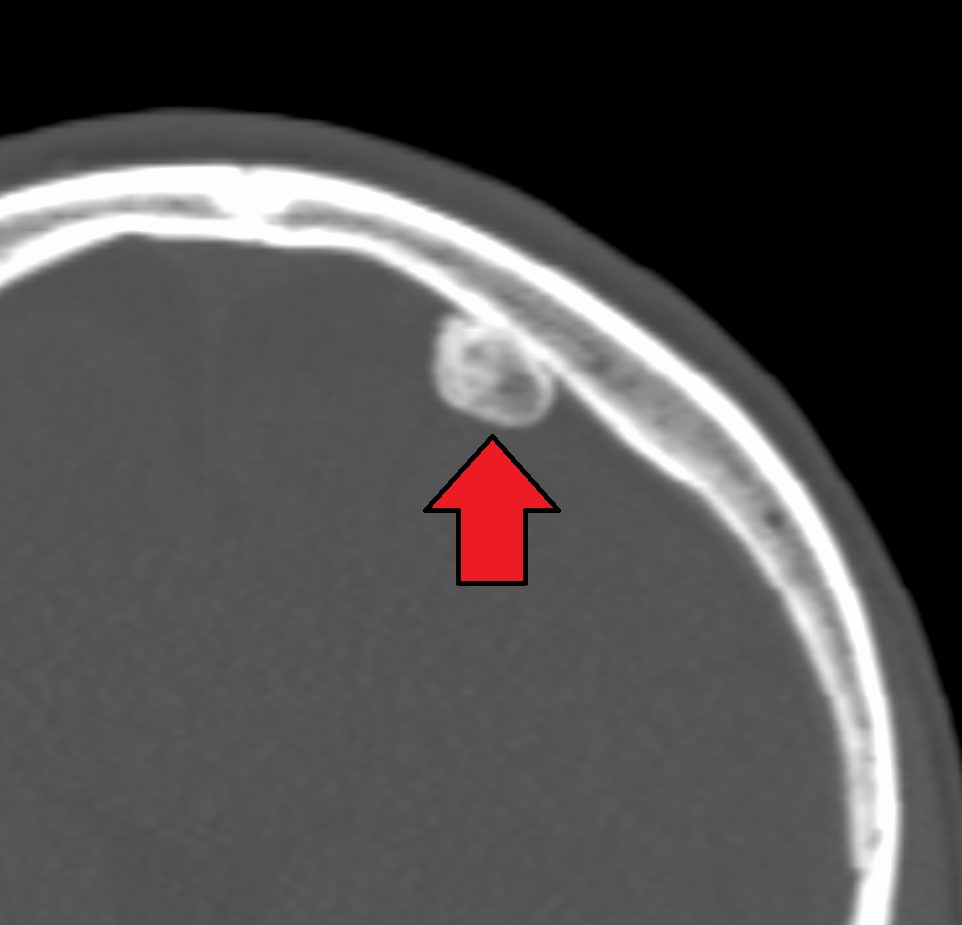
骨瘤